# Neoptychodes
Neoptychodes es un género de escarabajos longicornios de la tribu Lamiini.

## Especies
- Neoptychodes candidus (Bates, 1885)
- Neoptychodes cosmeticus Martins & Galileo, 1996
- Neoptychodes cretatus (Bates, 1872)
- Neoptychodes hondurae (White, 1858)
- Neoptychodes trilineatus (Linnaeus, 1771)